# Psychoda rhinocera
Psychoda rhinocera és una espècie d'insecte dípter pertanyent a la família dels psicòdids.

## Descripció
- El mascle fa 1,30-1,52 mm de llargària a les antenes (1,17-1,42 en el cas de la femella), mentre que les ales li mesuren 2,10-2,62 de longitud (2,15-2,75 en la femella) i 1,15-1,40 d'amplada (1,07-1,42 en la femella).
- Les antenes presenten 15 segments.
- El mascle té com una mena de banya al front.[2]

## Distribució geogràfica
Es troba a Nova Guinea.